# Bledius tristis minarzi
Bledius tristis minarzi é uma subespécie de insetos coleópteros polífagos pertencente à família Staphylinidae.
A autoridade científica da subespécie é Bernhauer, tendo sido descrita no ano de 1929.
Trata-se de uma subespécie presente no território português.